# ピフカ
ピフカ（Pivka, ドイツ語：Sankt Peter am Poig, イタリア語：San Pietro del Carso）は、スロベニアの市であり、ポストイナ市の近くに位置する。また、ピブカ市はクラス地方（ドイツ語名:カルスト）に位置する。